# 1905-ös magyar úszóbajnokság
Az 1905-ös magyar úszóbajnokság a 10. magyar bajnokság volt.

## Eredmények

### Férfiak
| Versenyszám                                 | Arany             | Arany   | Ezüst               | Ezüst | Bronz             | Bronz |
| ------------------------------------------- | ----------------- | ------- | ------------------- | ----- | ----------------- | ----- |
| 100 yard gyorsúszás augusztus 3. Császár    | Kiss Géza MTK     | 1:06,7  | Ónody József MUE    |       | Olasz Pál BUE     |       |
| 220 yard gyorsúszás június 21., Császár     | Kiss Géza MTK     | 2:50,0  | Halmay Zoltán MTK   |       | Karakas Rezső BUE |       |
| 440 yard gyorsúszás                         | Halmay Zoltán MTK | 5:50,6  | Hajós Henrik MTK    |       |                   |       |
| 880 yard gyorsúszás                         | Hajós Henrik MTK  | 12:39,6 | Támedly Mihály BEAC |       |                   |       |
| 1 mérföld gyorsúszás augusztus 13., Császár | Hajós Henrik MTK  | 25:54,2 |                     |       |                   |       |